# الكدف الصغير (عبس)

تعديل مصدري - تعديل

الكدف الصغير هي إحدى قرى عزلة بني حسن بمديرية عبس التابعة لمحافظة حجة، بلغ تعداد سكانها 506 نسمة حسب تعداد اليمن لعام 2004.